# Róża Berger
Róża Berger, z domu Leser (ur. 20 czerwca 1889 w Krakowie, zm. 11 sierpnia 1945 tamże) – jedyna oficjalnie potwierdzona ofiara antyżydowskich zamieszek, jakie miały miejsce 11 sierpnia 1945 roku w Krakowie.

## Życiorys
Urodziła się w Krakowie jako Rajzel Leser. 17 września 1911 roku wyszła za mąż za Josefa Bergera. Po wybuchu II wojny światowej uciekła z Krakowa i ukrywała się. W sierpniu 1944 roku wraz z córką oraz wnuczką zostały deportowane do niemieckiego obozu koncentracyjnego Auschwitz-Birkenau, gdzie otrzymała numer 89186. Po wyzwoleniu powróciła do rodzinnego miasta. 11 sierpnia 1945 roku zginęła od strzału oddanego przez zamknięte drzwi. Została pochowana na nowym cmentarzu żydowskim przy ulicy Miodowej w Krakowie.
Róża Berger w materiale archiwalnym krakowskiego Zakładu Medycyny Sądowej figuruje jako jedyna ofiara śmiertelna pogromu w Krakowie. Anna Cichopek, autorka opracowania Pogrom Żydów w Krakowie, zwróciła uwagę na fakt, że śmierć Róży Berger jako jedyna znajduje potwierdzenie we wszystkich źródłach dotyczących pogromu.